# Simon Banza
Simon Bokoté Banza (Creil, 13 agosto 1996) è un calciatore congolese (Repubblica Democratica del Congo) con cittadinanza francese, attaccante del Trabzonspor, in prestito dal Braga, e della nazionale congolese.

## Caratteristiche tecniche
È un centravanti.

## Carriera

### Club
Nato a Creil da genitori di origine congolese, ha iniziato la carriera nelle giovanili di Chantilly e Liévin prima di entrare nel settore giovanile del Lens nel 2012. A partire dalla stagione 2014-2015 è stato promosso nella seconda squadra con cui ha esordito disputando l'incontro di Championnat de France amateur perso 2-1 contro il Sedan. Nell'autunno 2015 ha iniziato ad allenarsi con la prima squadra, con cui ha esordito in occasione dell'incontro di Ligue 2 pareggiato 1-1 contro il Niort. Promosso definitivamente, il 6 maggio 2016 ha segnato la sua prima rete fra i professionisti, fissando il punteggio sull'1-2 nell'incontro perso contro il Bourg-en-Bresse.
Il 7 gennaio 2017 è stato ceduto in prestito per sei mesi all'AS Béziers, in Championnat National. Rientrato al Lens, nel luglio seguente è stato prestato all'UT Pétange in Lussemburgo dove si è reso messo in evidenza segnando 18 reti in 25 presenze fra campionato e coppe nazionali.
Nella stagione 2018-2019 ha iniziato a giocare con più regolarità nel Lens, con cui ha ottenuto la promozione in Ligue 1 nell'aprile 2020 contribuendo con 7 reti in 24 partite ed ha prolungato il proprio contratto fino al 2022. Il 23 agosto 2020 ha esordito nella massima divisione francese in occasione dell'incontro perso 2-1 contro il Nizza.

#### Sporting Braga
Il 19 luglio 2022 si trasferisce allo Sporting Braga e il 7 agosto fa il suo esordio, realizzando il gol del temporaneo 1-1 nella partita casalinga terminata 3-3 contro lo Sporting Lisbona. Il 15 settembre esordisce in una competizione internazionale, l'Europa League, nel match casalingo vinto 1-0 contro i tedeschi dell'Union Berlino. Il 16 febbraio 2023 esordisce anche in Conference League, nella partita casalinga persa 0-4 contro gli italiani della Fiorentina. Il 20 settembre fa il suo esordio in Champions League, subentrando al 77º al posto di Álvaro Djaló, nella partita casalinga persa 1-2 contro gli italiani del Napoli. Il 15 febbraio 2024 segna il suo primo gol internazionale, in Europa League, che vale il temporaneo 1-1 nella partita casalinga poi persa 2-4 contro gli azeri del Qarabağ.

### Nazionale
Nel 2023 ha esordito in nazionale; nel medesimo anno è stato convocato anche per la Coppa d'Africa.

## Statistiche

### Presenze e reti nei club
Statistiche aggiornate al 26 giugno 2025.
| Stagione        | Squadra         | Campionato      | Campionato | Campionato | Coppe nazionali | Coppe nazionali | Coppe nazionali | Coppe continentali | Coppe continentali | Coppe continentali | Altre coppe | Altre coppe | Altre coppe | Totale | Totale | Totale |
| Stagione        | Squadra         | Comp            | Pres       | Reti       | Comp            | Pres            | Reti            | Comp               | Pres               | Reti               | Comp        | Pres        | Reti        | Pres   | Reti   |        |
| --------------- | --------------- | --------------- | ---------- | ---------- | --------------- | --------------- | --------------- | ------------------ | ------------------ | ------------------ | ----------- | ----------- | ----------- | ------ | ------ | ------ |
| 2015-2016       | Lens            | L2              | 18         | 1          | CF+CdL          | 0               | 0               | -                  | -                  | -                  | -           | -           | -           | 18     | 1      |        |
| 2016-gen. 2017  | Lens            | L2              | 1          | 0          | CF+CdL          | 1+2             | 1+0             | -                  | -                  | -                  | -           | -           | -           | 4      | 1      |        |
| gen.-giu. 2017  | AS Béziers      | N               | 11         | 0          | CF              | 0               | 0               | -                  | -                  | -                  | -           | -           | -           | 11     | 0      |        |
| 2017-2018       | UT Pétange      | DN              | 21         | 13         | CL              | 4               | 5               | -                  | -                  | -                  | -           | -           | -           | 25     | 18     |        |
| 2018-2019       | Lens            | L2              | 7+2        | 2+0        | CF+CdL          | 0               | 0               | -                  | -                  | -                  | -           | -           | -           | 9      | 2      |        |
| 2019-2020       | Lens            | L2              | 24         | 7          | CF+CdL          | 1+3             | 0+1             | -                  | -                  | -                  | -           | -           | -           | 28     | 8      |        |
| 2020-2021       | Lens            | L1              | 4          | 1          | CF              | 0               | 0               | -                  | -                  | -                  | -           | -           | -           | 4      | 1      |        |
| Totale Lens     | Totale Lens     | Totale Lens     | 56         | 11         |                 | 7               | 2               |                    | -                  | -                  |             | -           | -           | 63     | 13     |        |
| 2021-2022       | Famalicão       | PL              | 29         | 14         | CP+CdL          | 1+3             | 1+2             | -                  | -                  | -                  | -           | -           | -           | 33     | 17     |        |
| 2022-2023       | Braga           | PL              | 30         | 11         | CP+CdL          | 7+3             | 2+1             | UEL+ UECL          | 5+2                | 0                  | -           | -           | -           | 47     | 14     |        |
| 2023-2024       | Braga           | PL              | 28         | 21         | CP+CdL          | 0+2             | 0+0             | UCL+UEL            | 9+2                | 0+2                | -           | -           | -           | 41     | 23     |        |
| Totale Braga    | Totale Braga    | Totale Braga    | 58         | 32         |                 | 12              | 3               |                    | 18                 | 2                  |             | -           | -           | 88     | 37     |        |
| 2024-2025       | Trabzonspor     | SL              | 31         | 19         | TK              | 6               | 3               | UEL                | 1                  | 0                  |             | -           | -           | 38     | 22     |        |
| Totale carriera | Totale carriera | Totale carriera | 206        | 89         |                 | 33              | 16              |                    | 19                 | 2                  |             | -           | -           | 258    | 107    |        |

### Cronologia presenze e reti in nazionale
| Cronologia completa delle presenze e delle reti in nazionale ― RD del Congo | Cronologia completa delle presenze e delle reti in nazionale ― RD del Congo | Cronologia completa delle presenze e delle reti in nazionale ― RD del Congo | Cronologia completa delle presenze e delle reti in nazionale ― RD del Congo | Cronologia completa delle presenze e delle reti in nazionale ― RD del Congo | Cronologia completa delle presenze e delle reti in nazionale ― RD del Congo | Cronologia completa delle presenze e delle reti in nazionale ― RD del Congo | Cronologia completa delle presenze e delle reti in nazionale ― RD del Congo |
| Data                                                                        | Città                                                                       | In casa                                                                     | Risultato                                                                   | Ospiti                                                                      | Competizione                                                                | Reti                                                                        | Note                                                                        |
| --------------------------------------------------------------------------- | --------------------------------------------------------------------------- | --------------------------------------------------------------------------- | --------------------------------------------------------------------------- | --------------------------------------------------------------------------- | --------------------------------------------------------------------------- | --------------------------------------------------------------------------- | --------------------------------------------------------------------------- |
| 13-10-2023                                                                  | Murcia                                                                      | Nuova Zelanda                                                               | 1 – 1                                                                       | RD del Congo                                                                | Amichevole                                                                  | -                                                                           | 79’                                                                         |
| 17-10-2023                                                                  | Setúbal                                                                     | Angola                                                                      | 0 – 0                                                                       | RD del Congo                                                                | Amichevole                                                                  | -                                                                           |                                                                             |
| 19-11-2023                                                                  | Bengasi                                                                     | Sudan                                                                       | 1 – 0                                                                       | RD del Congo                                                                | Qual. Mondiali 2026                                                         | -                                                                           | 70’                                                                         |
| 6-1-2024                                                                    | Dubai                                                                       | RD del Congo                                                                | 0 – 0                                                                       | Angola                                                                      | Amichevole                                                                  | -                                                                           | 60’                                                                         |
| 10-1-2024                                                                   | Abu Dhabi                                                                   | RD del Congo                                                                | 1 – 2                                                                       | Burkina Faso                                                                | Amichevole                                                                  | -                                                                           | 86’                                                                         |
| 17-1-2024                                                                   | San-Pédro                                                                   | RD del Congo                                                                | 1 – 1                                                                       | Zambia                                                                      | Coppa d'Africa 2023 - 1º turno                                              | -                                                                           | 81’                                                                         |
| 28-1-2024                                                                   | San-Pedro                                                                   | Egitto                                                                      | 1 – 1 dts (7 - 8 dtr)                                                       | RD del Congo                                                                | Coppa d'Africa 2023 - Ottavi di finale                                      | -                                                                           | 65’                                                                         |
| 2-2-2024                                                                    | Abidjan                                                                     | RD del Congo                                                                | 3 – 1                                                                       | Guinea                                                                      | Coppa d'Africa 2023 - Quarti di finale                                      | -                                                                           | 72’                                                                         |
| 7-2-2024                                                                    | Abidjan                                                                     | Costa d'Avorio                                                              | 1 – 0                                                                       | RD del Congo                                                                | Coppa d'Africa 2023 - Semifinale                                            | -                                                                           | 69’                                                                         |
| 10-2-2024                                                                   | Abidjan                                                                     | Sudafrica                                                                   | 0 – 0 (6 – 5 dtr)                                                           | RD del Congo                                                                | Coppa d'Africa 2023 - Finale 3º posto                                       | -                                                                           | 79’                                                                         |
| 15-10-2024                                                                  | Dar-es-Salaam                                                               | Tanzania                                                                    | 0 – 2                                                                       | RD del Congo                                                                | Qual. Coppa d'Africa 2025                                                   | -                                                                           | 72’                                                                         |
| 16-11-2024                                                                  | Abidjan                                                                     | Guinea                                                                      | 1 – 0                                                                       | RD del Congo                                                                | Qual. Coppa d'Africa 2025                                                   | -                                                                           | 76’                                                                         |
| 21-3-2025                                                                   | Kinshasa                                                                    | RD del Congo                                                                | 1 – 0                                                                       | Sudan del Sud                                                               | Qual. Mondiali 2026                                                         | -                                                                           | 79’                                                                         |
| 8-6-2025                                                                    | Orléans                                                                     | RD del Congo                                                                | 3 – 1                                                                       | Madagascar                                                                  | Amichevole                                                                  | 2                                                                           | 75’                                                                         |
| Totale                                                                      |                                                                             | Presenze                                                                    | 14                                                                          |                                                                             | Reti                                                                        | 2                                                                           |                                                                             |

## Palmarès

### Club

#### Competizioni nazionali
- Coppa di Lega portoghese: 1

Braga: 2023-2024